# 영흥초등학교
영흥초등학교는 대한민국 인천광역시 옹진군 영흥면 내리에 있는 공립 초등학교이다.

## 학교 연혁
- 1934년 7월 15일 부천군 영흥공립보통학교 개교
- 1938년 4월 1일 영흥공립심상소학교로 개칭
- 1941년 4월 1일 영흥공립국민학교로 개칭
- 1981년 3월 10일 병설유치원 개원
- 1995년 3월 1일 경기도에서 인천광역시로 편입
- 1995년 8월 28일 학교 급식 시작
- 1996년 3월 1일 영흥초등학교로  개칭
- 1999년 3월 1일 영흥·내리초등학교, 중학교 통합운영
- 1999년 12월 23일 초·중 통합학교 교사 준공
- 2000년 1월 20일 초·중 통합학교로 이전
- 2000년 7월 25일 강당 완공
- 2001년 7월 27일 예절실 및 창고 완공
- 2001년 8월 30일 컴퓨터실(2실) 및 멀티미디어실 완공
- 2001년 9월 14일 교직원 사택 완공(21세대)
- 2003년 9월 8일 교직원 사택 완공(본교5세대, 분교4세대)
- 2006년 3월 1일 통합학교에서 영흥초등학교와 영흥중학교로 분리
- 2006년 6월 1일 학교 공원화 사업(옹진군)
- 2006년 7월 14일 구강보건실 개소(옹진군보건소)
- 2010년 3월 17일 도서관 개관식
- 2010년 5월 6일 돌봄교실 개관식
- 2013년 4월 10일 학교 정문 주변 생태숲 단장
- 2013년 5월 31일 본관 아띠쉼터 완공
- 2013년 12월 6일 운동장 현대화 사업
- 2014년 6월 25일 운동장 체육놀이기구 설치
- 2015년 3월 1일 선재분교장 본교 통합
- 2018년 2월 9일 제80회 졸업식(남20명, 여10명 계:30명)
- 2018년 3월 1일 13학급(특수1포함), 병설유치원 1학급 인가
- 2018년 3월 1일 제33대 김선주 교장 취임

## 참고 자료
- 영흥초등학교 - 한국교육학술정보원 학교알리미